# Eucinostomus
Las mojarras y mojarritas del género Eucinostomus son peces marinos de la familia de los gérridos, distribuidos por gran parte del océano Atlántico, el mar Caribe y la costa americana del océano Pacífico.
Tienen el cuerpo pequeño y comprimido lateralmente, con un hocico puntiagudo, generalmente de color plateado. La longitud corporal máxima es de 15 a 30 cm, según la especie.

## Especies
Existen once especies válidas en este género:
- Eucinostomus argenteus (Baird y Girard, 1855), mojarra plateada.
- Eucinostomus currani (Zahuranec, 1980), mojarrita bandera o mojarra tricolor.
- Eucinostomus dowii (Gill, 1863), mojarra manchita.
- Eucinostomus entomelas (Zahuranec, 1980), mojarra o mojarra mancha negra.
- Eucinostomus gracilis (Gill, 1862), leiro o mojarra charrita.
- Eucinostomus gula (Quoy y Gaimard, 1824), mojarrita española o blanquilla.
- Eucinostomus harengulus (Goode y Bean, 1879), mojarra costera.
- Eucinostomus havana (Nichols, 1912), mojarrita cubana.
- Eucinostomus jonesii (Günther, 1879), mojarrita esbelta o flaca.
- Eucinostomus lefroyi (Goode, 1874), mojarrita pinta.
- Eucinostomus melanopterus (Bleeker, 1863), mojarra bandera o mojarrita de ley.